# 磐石街道
磐石街道，是中华人民共和国山東省菏泽市曹县下辖的一个乡镇级行政单位。

## 行政区划
磐石街道下辖以下地区：
东城社区、田庄社区、东关北社区、东关南社区、东关街社区、杜庄社区、三里庙社区、沙果元村、南朱楼村、毛寨村、盐土山村、和尚庄村、赵楼村、孙楼村、丰楼村、姚寨村、李堂村、王口村、豆堂村、进士庄村、路庄村、牛王庙村、东刘庄村、郝庄村、袁岔楼村、苗庄村、五里墩村、祝庄村、闫庙村、张岗村、前武村、十里铺村、卢寨村和尹坑村。